# Kettingzaagkunst

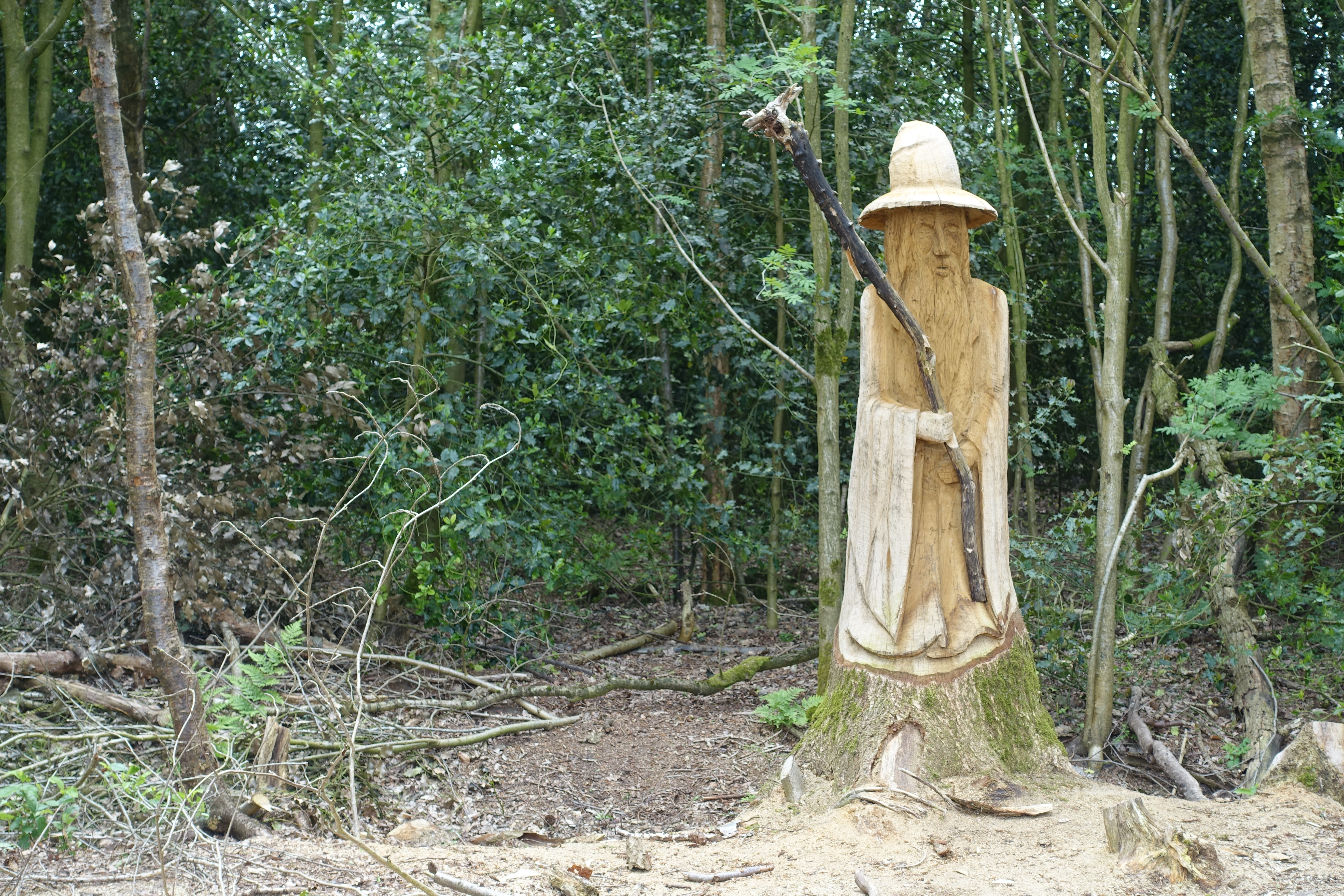
Levensgrote Tovenaar bij de Amazonasvijver

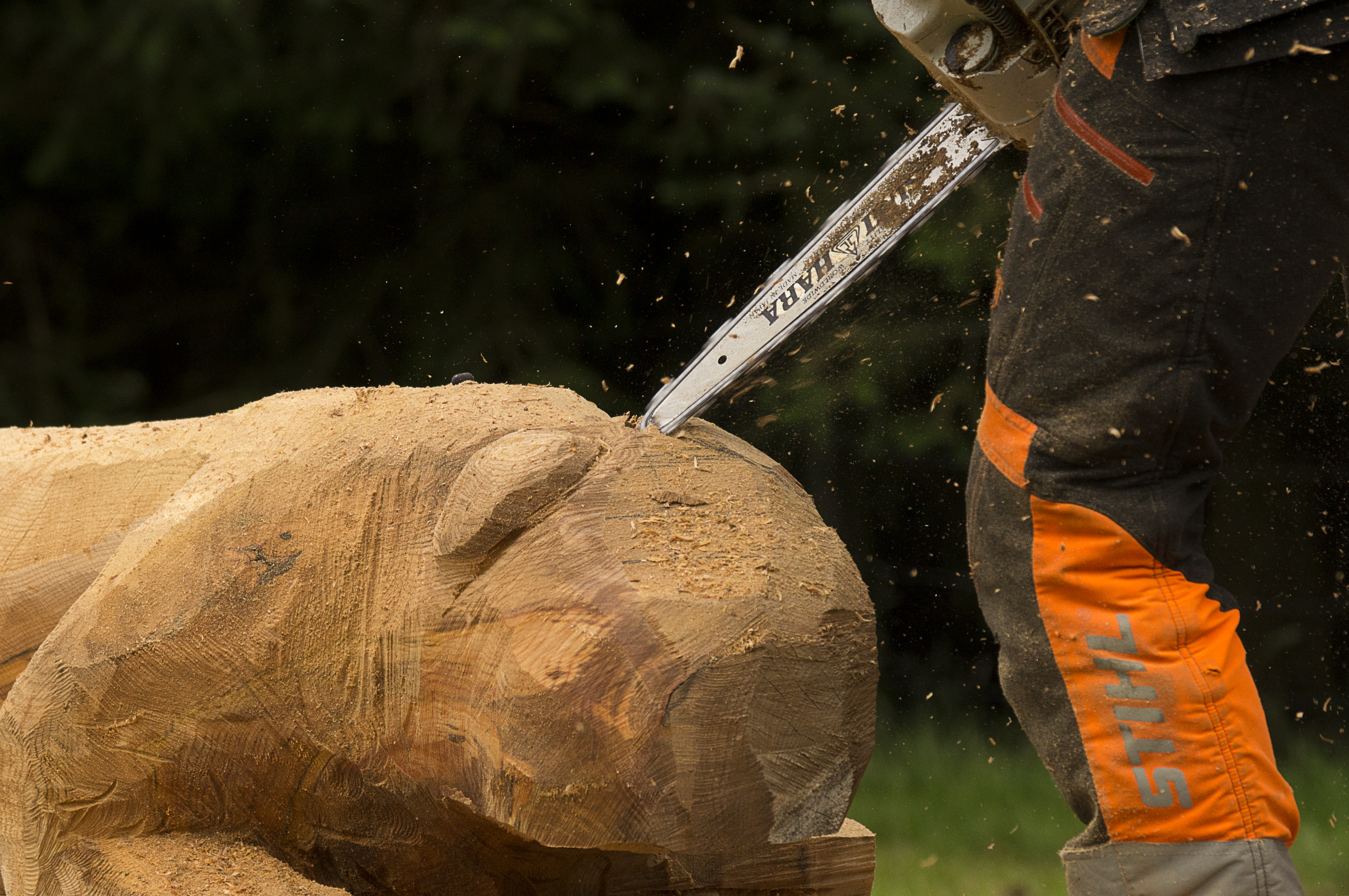

Kettingzaagkunst (ook wel sculptuurzagen) is een kunstvorm waarin hout wordt bewerkt met een kettingzaag om tot een kunstzinnig driedimensionaal beeld te komen. Als grondstof wordt een boomstronk of een ander groot stuk hout gebruikt. Om tot een kunstwerk te komen kunnen meerdere zagen van verschillende grootte worden gebruikt, sommige kunstenaars gebruiken aanvullend nog beitels en ander gereedschap.
De techniek is waarschijnlijk ontstaan in de Verenigde Staten vanaf de jaren 1950. In Nederland worden jaarlijks kampioenschappen gehouden in deze tak van kunst tijdens het houthakkersfeest in Lage Vuursche.
Bij Sint Nicolaasga is in 2016 een kabouterroute aangelegd rondom de Amazonasvijver met beelden gemaakt door kettingzaagkunstenaar Banzai-John.

## Verder lezen
- Jessie Groeschen, Art of Chainsaw Carving: Insights and Inspiration from Top Carvers Around the World. Fox Chapel Publishing, 2014 ISBN 9781565238404